# Dead Runners Society
La Dead Runners Society (DRS)  est un club mondial de course à pied. La DRS est connu pour son rôle unique dans le développement à la fois de l'Internet et de la course à pied. Créée en 1991 comme une liste de diffusion électronique, la DRS a anticipé l'utilisation du World Wide Web. C'est l'un des premiers exemples d'une communauté virtuelle traitant de sujets non professionnels. La DRS a aussi anticipé de près de dix ans la présence en ligne de Crossfit, une autre communauté en ligne lié au fitness. La plupart des premiers membres de la DRS étaient des informaticiens professionnels, des bibliothécaires, des universitaires et des chercheurs. La communauté s'est accrue avec la propagation de la messagerie électronique au milieu des années 1990. Des conférences mondiales annuelles ont lieu depuis 1993.   
Les membres de la DRS s'appellent les deads. Les discussions en ligne sont très variées, de la méditation à l'entraînement pour le marathon, et même sur des sujets ayant peu de rapport avec la course à pied. Les deads se rencontrent régulièrement lors des épreuves de course à pied.
Les deads vont des coureurs débutants jusqu'aux élites. Une dead tient le record du monde du miles dans la catégorie des dames de 70 ans et plus. D'autres deads sont coachs, directeurs de course, chroniqueurs de magazines de courses à pied et réalisateurs de programmes liés à la course à pied. Les deads disent que la courtoisie des échanges et le fort sentiment communautaire font de la DRS une liste de diffusion à part.
Le nom de la Dead Runners Society est tiré du film Le Cercle des poètes disparus dont le slogan était carpe diem (profite du moment présent). La DRS l'a modifié en carpe viam (profite maintenant de ta course). Les attributs distinctifs, T-shirts et maillots, attirent l'attention lors des courses.
La liste a été créée par Chris Conn, un coureur et un ingénieur en informatique à Austin. La Dead Runners Society est une association à but non lucratif.

## Terminologie
Au fil des années, le groupe a adopté et adapté plusieurs termes. Parmi eux:
- Encounter : Une rencontre « réelle » entre deads
- Filk : Dans le vocabulaire DRS, une chanson sur une course où les paroles ont été écrites sur une musique existante.
- ORN : Obligatory Running Note. Résumé d'une course ajouté à un message sans aucun autre contenu lié à la course.
- VRP : Virtual Running Partner. Un dead qui encourage un autre via un message privé.
- YMMV : Your Mileage May Vary. Dans le vocabulaire DRS, vous pouvez réagir différemment sur une paire de chaussures, un traitement médical, un programme d'entraînement ou tout autre sujet de discussion.

## Autres listes DRS
Le groupe DRS d'origine, connu sous le nom de « Grande Liste » (The Big List) contient aujourd'hui plus de 1 700 membres. Au fil des ans, plus de 20 sous-listes ont été créées. La plupart des deads sont inscrits sur une ou plusieurs sous-listes mais pas sur la grande liste. Les sous-listes sont structurées par zones géographiques ou par thèmes. Les deads SOBER (Southern Ontario and Buffalo and Environs Deads) sont un exemple de groupe géographique. Les DRS-lecteurs ou DRS-esprit sont des exemples de groupe thématique.
Une des listes les plus actives est la DRS Italia, un groupe basé en Italie. Les messages sont postés en italien. Les membres de la DRS Italia ont accueilli la XVe conférence mondiale à Turin en mai 2007.
Deux groupes de la Dead Runners Society existent sur le site de réseau social Facebook

## Conférence mondiale
La dernière conférence mondiale de la Dead Runners Society a eu lieu à Tacoma, Washington (États-Unis) du 13 au 15 juin 2008. Pour plus d'informations.